# Bartolomeo Cartolario
Bartolomeo Cartolario (falecido em novembro de 1614) foi um prelado católico romano que serviu como bispo de Chioggia (1613–1614).

## Biografia
A 11 de fevereiro de 1613, Bartolomeo Cartolario foi nomeado durante o papado de Paulo V como Bispo de Chioggia. No dia 17 de fevereiro de 1613, foi consagrado bispo por Giovanni Delfino, cardeal-sacerdote de San Marco; com Ludovico Sarego, Bispo de Adria, e Coriolani Garzadoro, Bispo de Ossero, servindo como co-consagradores. Cartolario serviu como Bispo de Chioggia até à sua morte em novembro de 1614.